# Меди-Висна
Меди-Висна (Заразна прогресивна пневмония) е класическа бавна вирусна болест характеризираща се с хронично протичане с признаци на пневмония и менингоенцефалит при овцете. Причинител е лентивирус от семейство Retroviridae.

## Исторически сведения за заболяването
За първи път е описана през 1915 г. от Mitchel в ЮАР. В този период тя не предизвиква интерес за изследователите. Заболяването става значимо след развилата се през 1935 г. тежка епизоотия сред овцете в Исландия. Същата възниква в резултат на внос на овце от Германия, при което болестта се е разпространила в много ферми и причинява тежки загуби. Името си е получила от исландското наименование на двете класически форми на заболяване – Меди, затруднено дишане и Висна, залитаща походка.

## Разпространение
Разпространено е в много страни на Европа, Азия, Африка и Америка.

## Етиология
Вирусът на заболяването притежава сферична форма, големина 80 nm и фосфолипопротеинна обвивка с пепловери и двоен нуклеокапсид, съдържащ диплорна РНК (+) верига и ензима обратна транскриптаза.

## Епизоотологични особености
Вирусът се разпространява по аерогенен път при белодробната форма. Оборният начин на отглеждане благоприятства предаването на вируса. Предаването на инфекцията се извършва и трансплацентарно и с кърмата на агнетата.

## Клинични признаци
Инкубационният период е дълъг – от 6 месеца до 2 – 3 години. Формите на Меди-Висна са лимфопролиферативна пневмония, енцефалит, негноен артрит и лимфоцитарен мастит. Пневмонията се развива бавно и боледуват предимно овце на възраст над 3 – 4 години. Значително по-рядко се засяга главният мозък. Нермната форма протича по-тежко с частични парези и парализи.